# Jean-Charles Antoine Curnier
 (avril 2014).
Si vous disposez d'ouvrages ou d'articles de référence ou si vous connaissez des sites web de qualité traitant du thème abordé ici, merci de compléter l'article en donnant les références utiles à sa vérifiabilité et en les liant à la section « Notes et références ».

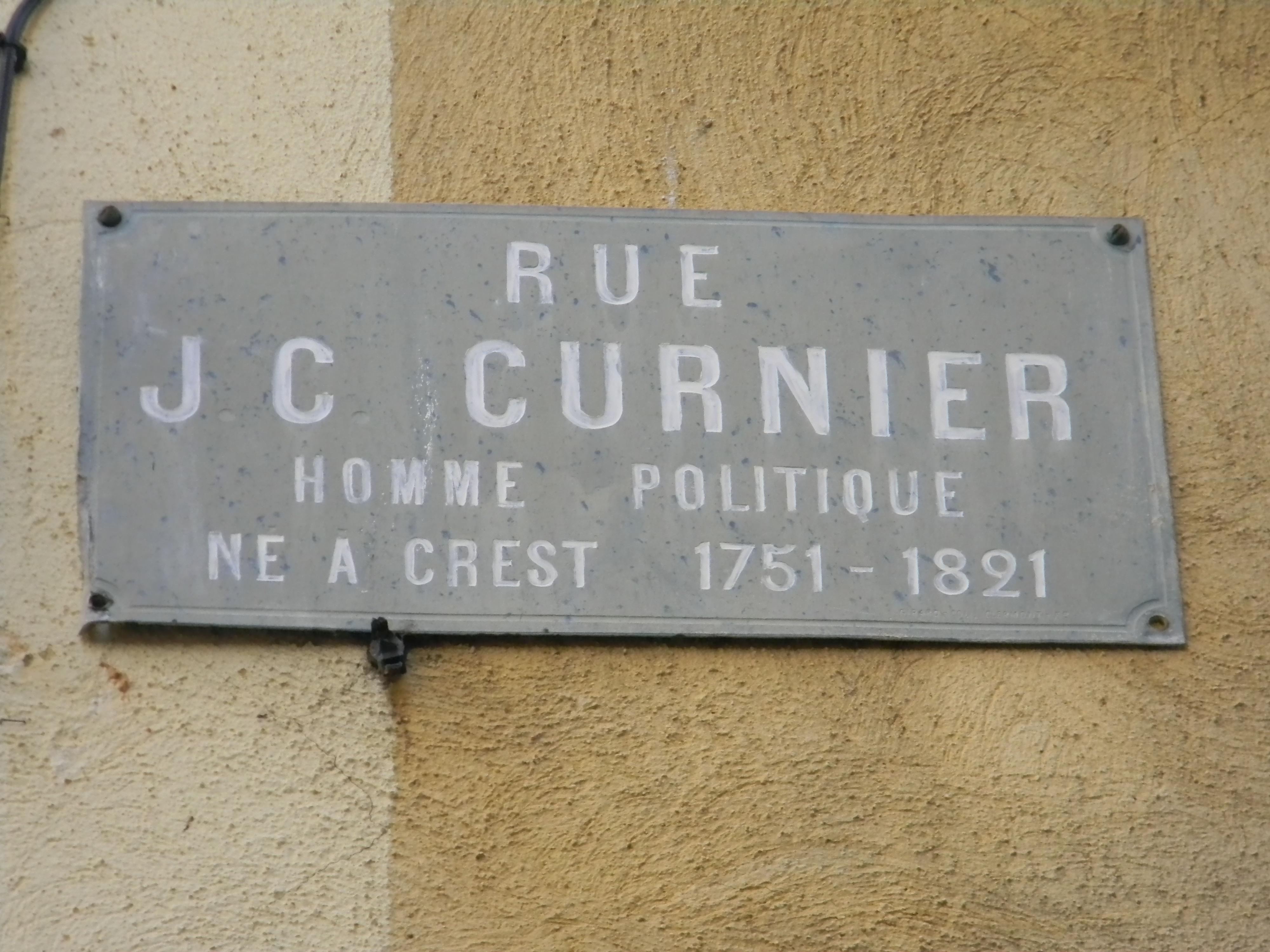
Rue JC-Curnier à Crest.

Jean-Charles Antoine Curnier, né le 17 mars 1751 à Crest et mort le 29 mai 1821 à Valence, était un magistrat et administrateur colonial. Il est le grand-père de Jean-Charles Curnier.

## Biographie
Il est le fils d'Antoine Curnier, procureur, originaire de Lachau dans les Baronnies et de Jeanne Françoise Gailhard.
Lorsque la Révolution éclata il était avocat à la sénéchaussée de Crest, dont il fut le maire quelque temps puis en mai 1790 il fit partie de l'assemblée de Chabeuil avant de représenter, septembre 1791, le canton dans l'administration départementale de la Drôme.

Chargé ensuite de l'organisation du Comtat-Venaissin, qui venait d'être annexé à la France, Curnier fut élu commissaire national près le tribunal de Vaucluse, en même temps que juge au tribunal de sa ville natale. Ayant opté pour la première de ces deux charges, il la conserva dix-huit mois, au bout desquels, il fut destitué par le représentant Maignet, comme modéré, puis mis en prison le 13 floréal an II. Il semblait donc destiné à l'échafaud quand le coup d'État du 9 Thermidor lui rendit la liberté. Devenu alors secrétaire de Goupilleau, il était accusateur public près le tribunal criminel de Vaucluse, quand les membres de l'ancien tribunal révolutionnaire d'Orange y furent jugés, et c'est conséquemment lui qui requit contre eux, la peine de mort, le 20 juin 1795, disant que « depuis que les hommes sont réunis en société, la justice n'avait pas eu à se prononcer sur de plus grands coupables. »
Quelques mois après, il était nommé commissaire du Gouvernement près le tribunal civil de Valence, fonctions qu'il échangea, le 20 germinal an IV, contre celles de commissaire du Directoire exécutif près l'administration centrale du département poste dont il démissionna le 20 thermidor an VII (7 août 1799) en raison de désaccords avec les membres de l'Administration centrale. Bien que démissionnaire, Curnier fut encore en butte aux attaques de la part de ses ennemis, qui l'accusèrent de malversations et de concussions dans un pamphlet anonyme, œuvre de Pierre Laurent Daly, intitulé Lettre d'un républicain de la Drôme à ses amis de Paris, où se trouvent en outre des couplets injurieux dans lesquels il est appelé le «Souwarou du département». Après une longue et minutieuse enquête il fut démontré que les accusations portées contre lui manquaient de fondement.
Le gouvernement lui donna un témoignage de confiance en l'envoyant, dans le département de Vaucluse, pour l'organiser. Cette mutation n'empêcha pas les rancunes de le suivre jusque dans la retraite où il se confina, une fois revenu du Comtat-Venaissin, jusqu'à sa mort, survenue à Valence, 29 mai 1821.